# Брудний рай
Брудний рай (After Blue; Paradis sale) — французький науково-фантастичний фільм фентезі 2021 року, сценарист і режисер Бертран Мандіко.

## Про фільм
Химерне майбутнє на After Blue, планеті в іншій галактиці. Незайманій планеті, де лише жінки можуть вижити серед нешкідливої флори та фауни.
Каральна експедиція повинна полювати на вбивцю за межами своєї громади, у цьому брудному раю.

## Знімались
| Актор             | Роль      |
| ----------------- | --------- |
| Еліна Левенсон    | Зора      |
| Паула Луна        | Роксі     |
| Вімала Понс       | Стернберг |
| Агата Бузек       | Катажина  |
| Майкл Ерпелдінг   | Олгар     |
| Мара Таквін       | Хіара     |
| Дельфін Шюйо      | Валерія   |
| Тамар Барух       | Мере      |
| Камілла Рутерфорд | Кейт      |
| Александра Стюарт | Северін   |
| Наталі Рішар      | Веріт     |
| Аврора Броутен    | Галга     |